# Віллем Дрес
Віллем Дрес (нід. Willem Drees; 5 липня 1886 — 14 травня 1988) — нідерландський політик, перший лідер Партії праці з 1948 по 1958 рік. Прем'єр-міністр Нідерландів з 24 червня 1948 до 22 грудня 1958 року.
Одна з найбільш значущих постатей у повоєнній політиці Нідерландів. Дрес керував урядом під час повоєнного відновлення економіки країни і під час деколонізації Голландської Ост-Індії. Дрес був переконаним соціал-демократом, але проводив прагматичну політику.
Віллем Дрес користувався широкою популярністю, яка поширювалася далеко за межі його партії, і отримав прізвисько «Папаша Дрес» (нід. Vadertje Drees). Він ініціював прийняття багатьох соціальних законів. У 1947 році він, займаючи пост міністра соціального захисту, він, з прийняттям закону про пенсійну реформу (нід. Noodwet Ouderdomsvoorziening), заклав основи для нової соціальної політики, що стала визначальною для повоєнного розвитку Нідерландів.
У 1970-ті роки, коли його син Віллем Дрес молодший, став одним із засновників нової партії Демократичні соціалісти 70 помірно лівого спрямування, сам Дрес вийшов з Партії праці на знак незгоди з курсом партії, який, на його думку, був занадто радикальним і далеким від дійсності.

## Біографія

### До початку політичної діяльності
Батько Віллема Дреса, Йоханнес Міхіел Дрес, був службовцям банку Twentsche Bank і помер, коли синові було п'ять років. Ім'я матері Дрес — Анна Софія ван Доббенбюрг. Сім'я належала до ортодоксального крила Голландської реформатської церкви. Сам Віллем Дрес був вихований в традиціях цього крила, але з часом став агностиком.
З 1898 по 1901 рік він відвідував середню школу для хлопчиків, розташовану на вулиці Марніксстраат (нід. Marnixstraat) в Амстердамі, потім з 1901 по 1903 рік — школу Eerste Openbare Handelsschool на площі Рамплеін (нід. Raamplein), де вивчав торгівлю.
У 1902 році він брав участь в Амстердамі у святкуванні перемоги соціалістів на виборах до парламенту, і з тих пір був гарячим прихильником соціалістів.
У 1904 році Дрес отримав диплом бухгалтера, в 1910 — диплом середньої освіти по економіці і статистиці.
У 1910 році він одружився з Катаріною Хент (нід. Catharina Hent). У їхньому шлюбі народилося двоє синів і дві дочки, одна з дочок померла в дитинстві. Один із синів, Віллем, пізніше став політиком. займаючи посади міністра і депутата парламенту.

## Політична кар'єра
До 1906 року Дрес працював у Twentsche Bank в Амстердамі, як і його батько раніше. Потім він став стенографістом у мерії Амстердама, а з 1907 по 1919 рік — у Генеральних штатах.
У 1904 він вступив в Соціал-демократичну робітничу партію, яка в 1946 році, об'єднавшись з двома дрібнішими партіями, перетворилася на Партію праці. З 1910 по 1931 рік він був головою гаазького відділення партії, з 1913 по 1941 рік — членом ради комуни Гааги, в тому числі з 1919 по 1931 рік відповідав за соціальний захист, а з 1931 по 1933 рік — за фінанси і громадські роботи.
З 1919 по 1941 рік Дрес був членом Провінційних штатів Південної Голландії, а з 1927 по 1946 рік входив до правління Соціал-демократичної робітничої партії. З 1933 року по травень 1940 року він був членом нижньої палати парламенту від своєї партії. У 1939 соціал-демократи вперше з 1918 року увійшли в уряд, і Дрес став головою фракції. Під час економічної кризи 1930-х років він, разом з іншими представниками соціал-демократів, працював над так званим Планом праці — плану, який повинен був стимулювати попит і збільшити кількість робочих місць і, тим самим, вивести економіку із застою.
Під час Другої Світової війни Дрес був узятий німецькими окупаційними властями в заручники і з 1940 по 1941 рік перебував у концентраційному таборі Бухенвальд. З 1944 по 1945 рік він був одним з п'яти (потім дев'яти) членом Колегії Повірених (нід. College van Vertrouwensmannen), органу, що формально управляє звільненими територіями Нідерландів до формування уряду.
З 24 червня 1945 по 7 серпня 1948 Віллем Дрес був міністром соціального захисту (нід. minister van Sociale Zaken) в урядах Схермерхорна і Бела. З 7 серпня 1948 року по 22 грудня 1958 він був прем'єр-міністром (нід. minister-president) і міністром загальних справ (нід. minister van Algemene Zaken) у чотирьох послідовних кабінетах. 22 грудня 1958, пішовши у відставку з поста прем'єр-міністра, він був призначений Державним міністром — почесний титул, який як виняток присвоюється політиком, які більше не будуть виконувати публічні функції.
8 листопада 1948 Дресу було присуджено звання почесного доктора Нідерландської Вищої Школи Економіки в Роттердамі, в 1952 році — Мерілендського університету.
24 травня 1971 Віллем Дрес вийшов з Партії праці, що було пов'язано з його незгодою з курсом партії, проведеним так званими Новими лівими — на його думку, занадто радикальним і відірваним від життя. До кінця життя він більше не вступав у політичні партії.
Дрес помер 14 травня 1988 у віці 101 рік, ставши другим прем'єр-міністром у світі після норвезького прем'єра Крістофера Хорнсру, що дожив до ста років.

### Значимість і спадщина
Віллем Дрес відіграв велику роль у розвитку Нідерландів і, зокрема, нідерландської соціал-демократії. Під час війни він брав участь у русі Опору. Основним його внеском в історію вважається побудова соціальної системи захисту населення (соціальної держави), яке зберігається в Нідерландах і по теперішній час. Він стояв за прийняттям багатьох соціальних законів, покликаних захистити, в першу чергу, безробітних, людей похилого віку і жителів з низькими доходами. Його ім'я пов'язане також з післявоєнним відновленням нідерландської економіки. Для періоду, коли не вистачало основних продуктів, Віллем Дрес опинився в потрібному місці в потрібний час, і успішно впорався з покладеними на нього обов'язками.
В обов'язки Дрес як прем'єр-міністра входило наступне:
- З 1948 року його кабінет повинен був подолати руйнівні наслідки війни та окупації. Зусилля кабінету були спрямовані на відновлення зруйнованої промисловості, усунення дефіциту житла, стимулювання експорту, модернізацію та впорядкування сільського господарства та економіки (зокрема, організація підприємств відповідно до законів), відновлення платіжного балансу, оздоровлення фінансів і стимулювання еміграції.
- Побудова соціальної держави в Нідерландах йшло шляхом прийняття соціальних законів, зокрема, про безробітних, про людей похилого віку, про вдів і сиріт. Прийняття цієї політики було полегшено відносним соціальним спокоєм (зокрема, відсутністю страйків), а також введенням нових форм управління, зокрема, реформою профспілок. Міністрами в кабінетах Дреса, що відповідали за розвиток промисловості, були Ян ван ден Брінк і Йєллі Зейлстра. Фінансова політика відрізнялася поміркованістю, бюджетний дефіцит ніколи не був великим, в чому заслуга, зокрема, міністра фінансів Піта Ліфтінка. У 1957 році, коли економіці погрожував «перегрів», було прийнято рішення про обмеження витрат.
- З 18 по 31 грудня була проведена велика військова операція в Голландської Ост-Індії, яка призвела до прийняття резолюції Ради Безпеки ООН, створення комісії ООН, і, в кінцевому рахунку, незалежності Індонезії. Дрес і інші міністри з Партії праці були противниками військової операції, але підкорилися рішенню більшості кабінету. У січні 1949 року Дрес відвідав Ост-Індію, але візит не приніс ніяких результатів. Під його головуванням у Гаазі 23 серпня і 2 листопада 1949 року відбулися круглі столи за участю делегацій Нідерландів і Ост-Індії. 27 грудня 1949 в Амстердамі і Батавії суверенітет над Нідерландської Ост-Індією був переданий Індонезії.
- Між 1949 і 1951 роками питання Індонезії, особливо у зв'язку з Західним Іріаном, все ще відігравало важливу роль у зовнішній політиці Нідерландів.
- В інших питаннях зовнішньої політики Нідерланди вступили в НАТО і підтримували політику США (зокрема, в Корейській війні), а також всіляко стимулювали співпрацю в Європі і в 1957 році підписали Римський договір.

Кілька разів Віллем Дрес змушений був виконувати обов'язки різних міністрів кабінету, зокрема, міністра закордонних справ, міністра оборони, міністра фінансів і міністра соціального захисту. Так, в 1950 році в ролі міністра оборони він представляв парламенту концепцію військового співробітництва з США.

## Пам'ять
До сторіччя з дня народження Дреса, ще за його життя, в Нідерландах була випущена поштова марка з його зображенням, а в Амстердамі на будинку, де він народився (Haarlemmerplein 23), відкрита меморіальна дошка. Після його смерті в парламенті була проведена спеціальна меморіальна сесія, а 5 липня 1988 року, в 102-у річницю з дня народження Віллема Дреса, в Гаазі було відкрито пам'ятник йому роботи скульптора Еріка Клауса. Пам'ятник пізніше був перенесений до південної стіни Бінненхоф.
У 2004 році в телевізійній програмі «Великий нідерландець» («De grootste Nederlander»), в якій проводилися вибори найбільшого нідерландця всіх часів, Віллем Дрес зайняв третє місце, услід за нещодавно убитим Пімом Фортейном і Вільгельмом Оранським.
У січні 2006 року за результатами голосування на вебсайті, що належить одній з основних медійних організацій Нідерландів, VPRO, Віллем Дрес був названий найкращим прем'єр-міністрів після Другої Світової війни.

## Публікації
- «Werklozensteun», in «Gemeentebestuur» (1924)
- «Het Amsterdamsche werkloosheidsrapport», in: «Gemeentebestuur» (1928)
- «Het Internationale stedencongres», in: «Gemeentebestuur» (1929)
- «Haagsche Werkloosheidsrapporten», in: «Gemeentebestuur» (1930)
- «Werklozenzorg en de verhouding tussen Rijk en Gemeenten», in: «Gemeentebestuur» (1931)
- «Luchtbescherming en luchtverdediging», in: «Gemeentebestuur»
- «Op de kentering» (1945)
- «Drees aan het woord» (1952) (redevoeringen en artikelen, red. K. Voskuil)
- «Van mei tot mei. Persoonlijke herinneringen aan bezetting en verzet» (1958)
- «Een jaar Buchenwald» (1961)
- «Zestig Jaar Levenservaring» (1962)
- «De vorming van het regeringsbeleid» (1965)
- «Lasalle en Marx» (1967)
- «De burgemeester in de branding» (1968)
- «Monarchie, Democratie en Republiek» (1969)
- «Het Nederlandse Parlement vroeger en nu» (1975)
- «Marx en het democratisch-socialisme» (1979)
- «Herinneringen en Opvattingen» (1983)